# Compliance (singolo)
Compliance è un singolo del gruppo musicale britannico Muse, pubblicato il 17 marzo 2022 come secondo estratto dal nono album in studio Will of the People.

## Descrizione
Dalle spiccate sonorità dance rock, il brano si caratterizza per un massiccio utilizzo del sintetizzatore e la quasi totale assenza di parti di chitarra. Il testo, vista la sua vena politica, è stato visto da alcuni critici specializzati come un apparente appello all'antivaccinismo e una critica sull'utilizzo obbligatorio della mascherina. Autore del testo, il frontman Matthew Bellamy ne aveva spiegato il significato pochi giorni prima dell'uscita attraverso i social network del gruppo:

## Video musicale
Il video, diretto da Jeremi Durand e girato in Polonia, è ispirato al film Looper e mostra tre bambini con delle maschere raffiguranti i membri del gruppo distruggere i loro sé del futuro in uno scenario distopico.

## Tracce
Testi e musiche di Matthew Bellamy.
Download digitale
1. Compliance – 4:10

- Traccia bonus nell'edizione di Spotify

1. Won't Stand Down – 3:29

Download digitale – remix
1. Compliance (Purple Disco Machine Remix) (Edit) – 3:16
2. Compliance (Purple Disco Machine Remix) (Extended) – 6:57

- Traccia bonus nell'edizione di Spotify

1. Compliance – 4:10

## Formazione
Hanno partecipato alle registrazioni, secondo le note di copertina di Will of the People:
Gruppo
- Matthew Bellamy – voce, chitarra, tastiera
- Chris Wolstenholme – basso
- Dominic Howard – batteria

Produzione
- Muse – produzione, ingegneria del suono
- Aleks von Korff – produzione aggiuntiva, ingegneria del suono
- Șerban Ghenea – missaggio ai MixStar Studios
- Bryce Bordone – assistenza al missaggio ai MixStar Studios
- Chris Gehringer – mastering al Sterling Sound
- Joe Devenney – assistenza tecnica al Red Room
- Andy Maxwell – assistenza tecnica agli Abbey Road Studios
- Chris Whitemyer – assistenza tecnica
- Paul Warren – assistenza tecnica

## Classifiche
| Classifica (2022)          | Posizione massima |
| -------------------------- | ----------------- |
| Regno Unito (rock & metal) | 21                |
| Stati Uniti (alternative)  | 18                |